# Stella Adler
Stella Adler (New York, 10 februari 1901 — Los Angeles, 21 december 1992) was een Amerikaans toneelspeelster en -docente. Haar ouders waren uit Rusland geïmmigreerde Joden die in New York een Jiddisch theater leidden; Stella maakte daar als vijfjarige haar debuut. Zij maakte een overstap naar het Engelstalige toneel toen zij mede-oprichter werd van het Group Theater, maar deze verandering bleek aanvankelijk minder succesvol. In de dertiger jaren vertrok Adler naar Parijs, waar zij de invloed van Konstantin Stanislavski onderging en zo nieuwe inspiratie opdeed.
Teruggekeerd naar Amerika ging zij toneelles geven, aanvankelijk aan hetzelfde Group Theater. Zij had leerlingen die zelf beroemd werden: Elia Kazan en Marlon Brando behoorden daartoe. Haar Stella Adler Conservatory of Acting ging van start in 1949.
Hoewel Adler zich vooral met het toneel bezighield, speelde zij ook in drie films, waaronder Shadow of the Thin Man.